# Neobisium carpaticum
Neobisium carpaticum – gatunek zaleszczotka z rodziny Neobisiidae. Endemit środkowej części Europy.

## Taksonomia
Gatunek ten opisany został po raz pierwszy w 1935 roku przez Maxa Beiera. Jako miejsce typowe wskazano góry Bucegi w Rumunii. W latach 1939–40 Jovan Hadži i Carl Friedrich Roewer klasyfikowali go jako podgatunek w obrębie Neobisium muscorum.

## Morfologia
Zaleszczotek ten ma prosomę wyposażoną w dwie pary zaopatrzonych w soczewki oczu oraz wyraźny, wystający i mniej lub bardziej spiczasto zwieńczony epistom. Ma niepodzielone tergity i sternity oraz wszystkie cztery pary odnóży krocznych pozbawione kolców na biodrach oraz zwieńczone dwuczłonowymi, podzielonymi na metatarsus i telotarsus stopami. Szczękoczułki zwieńczone są szczypcami; ich palec ruchomy ma kilka ząbków i nie występuje na nim rozgałęziona galea; szczecinka galealna osadzona jest przedśrodkowo. Szczękoczułki zaopatrzone są w rallum, którego pierwsze dwie lub trzy blaszki są na przedzie drobno ząbkowane. Nogogłaszczki zaopatrzone są w szczypce o długości od 3 do 3,5 raza większej niż szerokość. Na palcach szczypiec znajdują się ujścia gruczołów jadowych; palec ruchomy i nieruchomy są podobnej długości. Palec nieruchomy nogogłaszczków ma osiem trichobotrii, z których trichobotrium ist osadzone jest zaśrodkowo, bliżej trichobotrium it niż trichobotrium ib; odległość między trichobotriami ist i ib jest mniejsza niż dwukrotność odległości między trichobotrium ist a szczytem palca. W ząbkowaniu nieruchomego palca przynajmniej na odsiebnym odcinku występują naprzemiennie ząbki małe i duże. Ruchomy palec nogogłaszczków ma cztery trichobotria. Udo nogogłaszczków jest stosunkowo smukłe, o długości większej niż 3,5-krotność jego szerokości, dłuższe od karapaksu, o powierzchni pozbawionej guzków. Rzepka nogogłaszczków jest zmodyfikowana i nie zachowuje tulipanowatego kształtu; jej długość jest od 1,9 do 2,4 raza większa niż szerokość. Opistosoma (odwłok) ma na błonach pleuralnych ziarnistą rzeźbę.

## Ekologia i występowanie
Pajęczak ten należy do fauny epigeicznej. Bytuje w ściółce lasów liściastych i mieszanych.
Gatunek palearktyczny, endemiczny dla środkowej części Europy. Znany jest z Polski, Słowacji, Rumunii i południowej Serbii. W Polsce podawany jest z Pienin, Bieszczadów oraz Roztocza.